# Abu Ghizlan
Abu Ghizlan (em persa: ابوغزلان, também romanizada como Abū Ghizlān) é uma aldeia do distrito rural de Minubar, no condado de Abadan, na província de Khuzistão, Irã.
Segundo o censo de 2006, sua população era de 475 habitantes, em 82 famílias.